# Journal of Mammalogy
Das Journal of Mammalogy (J. Mammal.) ist eine zoologische Fachzeitschrift, die von der amerikanischen Gesellschaft für Säugetierkunde, der American Society of Mammalogists herausgegeben wird. Das Magazin erscheint seit 1919 mit der 90. Nummer im Jahr 2009, aktuell wird es sechsmal im Jahr in den Monaten Februar, April, Juni, August, Oktober und Dezember publiziert. Vertrieben wird die Zeitschrift seit 2000 und der Nummer 81 zusätzlich über BioOne.

## Inhalt
Die Zeitschrift deckt alle Bereiche der Säugetierkunde (Mammalogie) ab. Entsprechend enthält sie wissenschaftliche Fachartikel über alle Aspekte der Biologie der Säugetiere, u. a. Ökologie, Verhaltensbiologie, Morphologie, Physiologie, Taxonomie, Umweltschutz und Molekularbiologie. Dabei werden die Artikel einem Peer-Review unterzogen; der Impact-Faktor betrug im Jahr 2016 1,558, im 5-Jahresmittel lag er bei 2,304.
Im Jahr 2009 wurde das Journal of Mammalogy durch die BioMedical & Life Sciences Division der Special Libraries Association in die Liste der 100 einflussreichsten Zeitschriften aus den Fachbereichen Biologie und Medizin aufgenommen.